# Discografia de Emeli Sandé
A discografia da cantora e compositora escocesa de R&B e Soul, Emeli Sandé, é composta por um álbum de estúdio, 4 singles e 3 participações especiais.
Sandé começou a ficar conhecida depois de participar dos singles "Diamond Rings" de Chipmunk em 2009, e de "Never Be Your Woman" de Wiley no início de 2010, ambos singles se tornaram top 10 no Reino Unido.
Posteriormente, assinou contrato com a Virgin Records, e lançou seu primeiro single intitulado "Heaven" lançado em agosto de 2011. A música chegou ao segundo lugar no UK Singles Chart, além de aparecer em alguns charts da Europa. Em seguida, depois da boa recepção de "Heaven", Sandé participou de "Read All About It" do rapper Professor Green que também alcançou ótimas posições nas paradas musicias. No final de 2011 lançou o segundo single "Daddy", com a participação de Naughty Boy.
Em fevereiro de 2012, lança o bem-sucedido terceiro single "Next to Me", além de seu álbum de estreia "Our Version of Events" que se tornou um sucesso de vendas. O álbum teve um bom desempenho comercial e estreou na primeira poisção no UK Albums Chart vendendo 113,319 na primeira semana, sendo certificado de platina pela BPI e ouro pela IFPI.

## Álbuns

### Álbuns de Estúdio
| Detalhes do Álbum                                                                                                   | Melhor Posição | Melhor Posição | Melhor Posição | Melhor Posição | Melhor Posição | Melhor Posição | Melhor Posição | Melhor Posição | Melhor Posição | Melhor Posição | Melhor Posição | Melhor Posição | Vendas                      | Certificações                                               |
| Detalhes do Álbum                                                                                                   | RU             | AUS            | BEL (Fla)      | BEL (Val)      | CAN            | DIN            | ESP            | FIN            | HOL            | IRL            | SUI            | EUA            | Vendas                      | Certificações                                               |
| --- | -------------- | -------------- | -------------- | -------------- | -------------- | -------------- | -------------- | -------------- | -------------- | -------------- | -------------- | -------------- | --------------------------- | ----------------------------------------------------------- |
| Our Version of Events - Lançamento: 13 de Fevereiro de 2012 - Gravadora(s): EMI Records - Formato(s): CD, Download  | 1              | 17             | 5              | 25             | 22             | 8              | 19             | 5              | 8              | 2              | 12             | 28             | - : 2,305,340 + - : 278,000 | - : 7× Platina - : Platina - : 3× Platina - : Ouro - : Ouro |
| Long Live the Angels - Lançamento: 11 de Novembro de 2016 - Gravadora(s): Virgin Records - Formato(s): CD, Download | 2              | 20             | 9              | 35             | 70             | —              | 53             | —              | 21             | 6              | 9              | 41             | - : 300,000                 | - : Ouro                                                    |

## Singles
| Título                      | Ano  | Melhor Posição | Melhor Posição | Melhor Posição | Melhor Posição | Melhor Posição | Melhor Posição | Melhor Posição | Melhor Posição | Melhor Posição | Melhor Posição | Melhor Posição | Melhor Posição | Certificações/Vendas                                        | Álbum                 |
| Título                      | Ano  | RU             | AUS            | BEL (Fla)      | BEL (Val)      | CAN            | DIN            | ESP            | FIN            | FRA            | HOL            | IRL            | NZ             | Certificações/Vendas                                        | Álbum                 |
| --------------------------- | ---- | -------------- | -------------- | -------------- | -------------- | -------------- | -------------- | -------------- | -------------- | -------------- | -------------- | -------------- | -------------- | ----------------------------------------------------------- | --------------------- |
| "Heaven"                    | 2011 | 2              | —              | 23             | 52             | —              | 3              | 23             | —              | —              | 69             | 29             | —              | - : Prata - : Ouro                                          | Our Version of Events |
| "Daddy" (part. Naughty Boy) | 2011 | 21             | —              | 62             | 58             | —              | —              | —              | 5              | —              | —              | —              | —              |                                                             | Our Version of Events |
| "Next to Me"                | 2012 | 2              | 49             | 6              | 21             | 78             | 28             | 36             | 4              | 18             | 4              | 1              | 6              | - : 579,400 - : Ouro - : Ouro - : Ouro - : Ouro - : Platina | Our Version of Events |
| "My Kind Of Love"           | 2012 | 17             | 60             | 22             | —              | —              | —              | —              | —              | 167            | 85             | 35             | —              |                                                             | Our Version of Events |
| "Clown"                     | 2012 | 4              | —              | 40             | —              | —              | 64             | —              | —              | —              | —              | —              | 6              | —                                                           |                       |

### Participações Especiais
| "Diamond Rings" (Chipmunk part. Emeli Sandé)                 | 2009 | 6  | —  | —  | —  | —  | —  | —  |                      | I Am Chipmunk                                     |
| "Never Be Your Woman" (Wiley part. Emeli Sandé)              | 2010 | 8  | —  | —  | —  | —  | —  | —  |                      | (Sem Álbum)                                       |
| "Read All About It" (Professor Green part. Emeli Sandé)      | 2011 | 1  | 80 | 34 | 21 | 54 | 2  | 58 | - : Platina - : Ouro | At Your Inconvenience                             |
| "Wonder" (Naughty Boy & Emeli Sandé)                         | 2012 | —  | —  | —  | 64 | —  | —  | —  |                      | Hotel Cabana e Our Version of Events (Deluxe)     |
| "Beneath Your Beautiful" (Labrinth & Emeli Sandé)            | 2012 | 71 | —  | —  | —  | —  | 36 | —  |                      | Electronic Earth e Our Version of Events (Deluxe) |
| "—" Não entrou na tabela musical ou não foi lançado no país. |      |    |    |    |    |    |    |    |                      |                                                   |

### Outras Canções
| Título                        | Ano  | Melhor Posição | Melhor Posição | Melhor Posição | Melhor Posição | Melhor Posição | Melhor Posição | Melhor Posição | Melhor Posição | Melhor Posição | Melhor Posição | Certificações | Álbum                 |  |
| Título                        | Ano  | RU             | AUS            | BEL (Fla)      | BEL (Val)      | DIN            | IRL            | HOL            | NZL            | SUE            | SUI            | Certificações | Álbum                 |  |
| ----------------------------- | ---- | -------------- | -------------- | -------------- | -------------- | -------------- | -------------- | -------------- | -------------- | -------------- | -------------- | ------------- | --------------------- |  |
| "Abide with Me"               | 2012 | 44             | —              | —              | —              | —              | 63             | —              | —              | —              | —              |               | Isles of Wonder       |  |
| "Read All About It (Pt. III)" | 2012 | 3              | 58             | 26             | 42             | 20             | 5              | 35             | 38             | 20             | 3              | - : Ouro      | Our Version of Events |  |

### Outras Aparições
| Título                                                        | Ano  | Álbum                       |
| ------------------------------------------------------------- | ---- | --------------------------- |
| "Kids That Love to Dance" (Professor Green part. Emeli Sandé) | 2010 | Alive Till I'm Dead         |
| "Let Go" (Tinie Tempah part. Emeli Sandé)                     | 2010 | Disc-Overy                  |
| "Dreamer" (Devlin part. Emeli Sandé)                          | 2010 | Bud, Sweat and Beers        |
| "Abide with Me"                                               | 2012 | Isles of Wonder             |
| "Read All About It (Pt. III)"                                 | 2012 | A Symphony of British Music |

## Vídeos Musicais

### Como Artista Principal
| Ano  | Título                    | Diretor       |
| ---- | ------------------------- | ------------- |
| 2011 | "Heaven"                  | Jake Nava     |
| 2011 | "Daddy" (com Naughty Boy) | AG Rojas      |
| 2012 | "Next to Me"              | Chris Mehling |
| 2012 | "My Kind Of Love"         | Chris Mehling |

### Como Artista Convidada
| Ano  | Título                                    | Diretor          |
| ---- | ----------------------------------------- | ---------------- |
| 2010 | "Never Be Your Woman" (com Wiley)         | One In Three     |
| 2011 | "Read All About It" (com Professor Green) | Henry Scholfield |
| 2012 | "Wonder" (com Naughty Boy)                | Chris Mehling    |